# Coupe du Tchad de football
La Coupe du Tchad de football a été créée en 1970.

## Palmarès
- 1970 : Renaissance FC (N'Djaména)
- De 1971 a 1972 : Vainqueur inconnu
- 1973 : Gazelle FC (N'Djamena)
- 1974 : Gazelle FC (N'Djamena)
- De 1975 a 1986 : Vainqueur inconnu
- 1987 : Tourbillon FC (N'Djamena)
- 1988 : AS Dragon (N'Djaména)
- 1989 : Renaissance FC (N'Djaména)
- 1990 : Tourbillon FC
- 1990/91 : Renaissance FC (N'Djaména) [1]
- 1991 : Postel 2000 (N'Djamena) 1-0 AS CotonTchad
- 1992 : Massinya FC  (Massénya) 2-0 Boussa FC
- 1993 : Renaissance club (Abéché) 3-2 Elect-Sport FC (N'Djamena)
- 1994 : Vainqueur inconnu
- 1995 : AS CotonTchad (N'Djamena)
- 1996 : Renaissance FC (N'Djaména) bat Elect-Sport FC (N'Djamena)
- 1997 : Gazelle FC (N'Djamena)
- 1998 : Renaissance FC (N'Djaména)
- 1999 : AS CotonTchad (N'Djamena)
- 2000 : Gazelle FC (N'Djamena)
- 2001 : Gazelle FC (N'Djamena)
- De 2002 a 2008 : Vainqueur inconnu
- 2008 : Tourbillon FC 4-1 Renaissance FC (Moundou)
- 2009 : AS CotonTchad 3-0 ASBNF (Koumra)
- De 2010 à 2012 : Non disputée
- 2013 : ASLAD de Moundou 1-1 (3-1 tab) Renaissance FC
- 2015 : Renaissance FC (N'Djaména)